# Facundo Conte
Facundo Conte (Vicente López, 25 de agosto de 1989) é um voleibolista profissional argentino. É filho do ex-jogador Hugo Conte, considerado um dos melhores jogadores da história do voleibol.

## Carreira
Facundo Conte é membro da seleção argentina de voleibol masculino. Em 2016, representou seu país nos Jogos Olímpicos de Verão no Rio de Janeiro, que ficou em quinto lugar.
Em 2018-19 foi contratado pelo Funvic/Taubaté, para ser treinador por Daniel Castellani e jogar ao lado do seu companheiro de seleção Nicolás Uriarte, conquistando o título do Campeonato Paulista de 2018, depois finalizou na quarta colocação na Copa Libertadores de Voleibol, sendo treinado por Ricardo Navajas, depois por Renan Dal Zottoe conquistando o bicampeonato consecutivo nacional, sendo o primeiro título do clube.
Em 2021, nos Jogos Olímpicos de Tóquio conquistou a medalha de bronze ao derrotar a seleção brasileira por 3-2 sets.. Atuou pelo time polonês Aluron CMC Warta Zawiercie.
No dia 2 de agosto de 2024, Facundo anunciou sua aposentadoria após a derrota por 3 a 0 para a Alemanha, que eliminou a Argentina das Olimpíadas de Paris 2024.
| “                                     | Esta foi provavelmente a última partida de vôlei da minha carreira. Eu queria jogar minha última partida com a bandeira argentina no peito e durante as Olimpíadas e estou muito feliz que tenha sido assim e com minha família nas arquibancadas – nada supera abraçá-los depois da partida. Pode não ter sido o resultado que eu queria, mas estou muito orgulhoso de ter representado meu país por tanto tempo. Dei minha vida ao vôlei nos últimos 21 anos e o esporte me deu tudo o que tenho, mas agora é hora de um novo período da minha vida começar. É difícil porque não consigo nem imaginar minha vida sem o vôlei, mas saio sabendo que dei tudo em quadra todos os dias e isso me deixa orgulhoso. | ” |
| — Facundo Conte, sobre aposentadoria. | |   |

## Títulos e resultados
- Superliga Brasileira-Série A:2018-19
- Campeonato Paulistaː2018
- Campeonato Mineiro: 2019
- Copa Brasilː2020
- Campeonato Sul-Americano de Clubes 2020
- Campeonato Sul-Americano de Clubes 2024

## Premiações individuais
- Melhor Ponteiro do Campeonato Sul-Americano de Clubes de 2024
- Melhor Ponteiro do Campeonato Sul-Americano de Clubes de 2020
- Melhor Ponteiro do Campeonato Mundial de Clubes de 2019